# Guadalupebasilikan

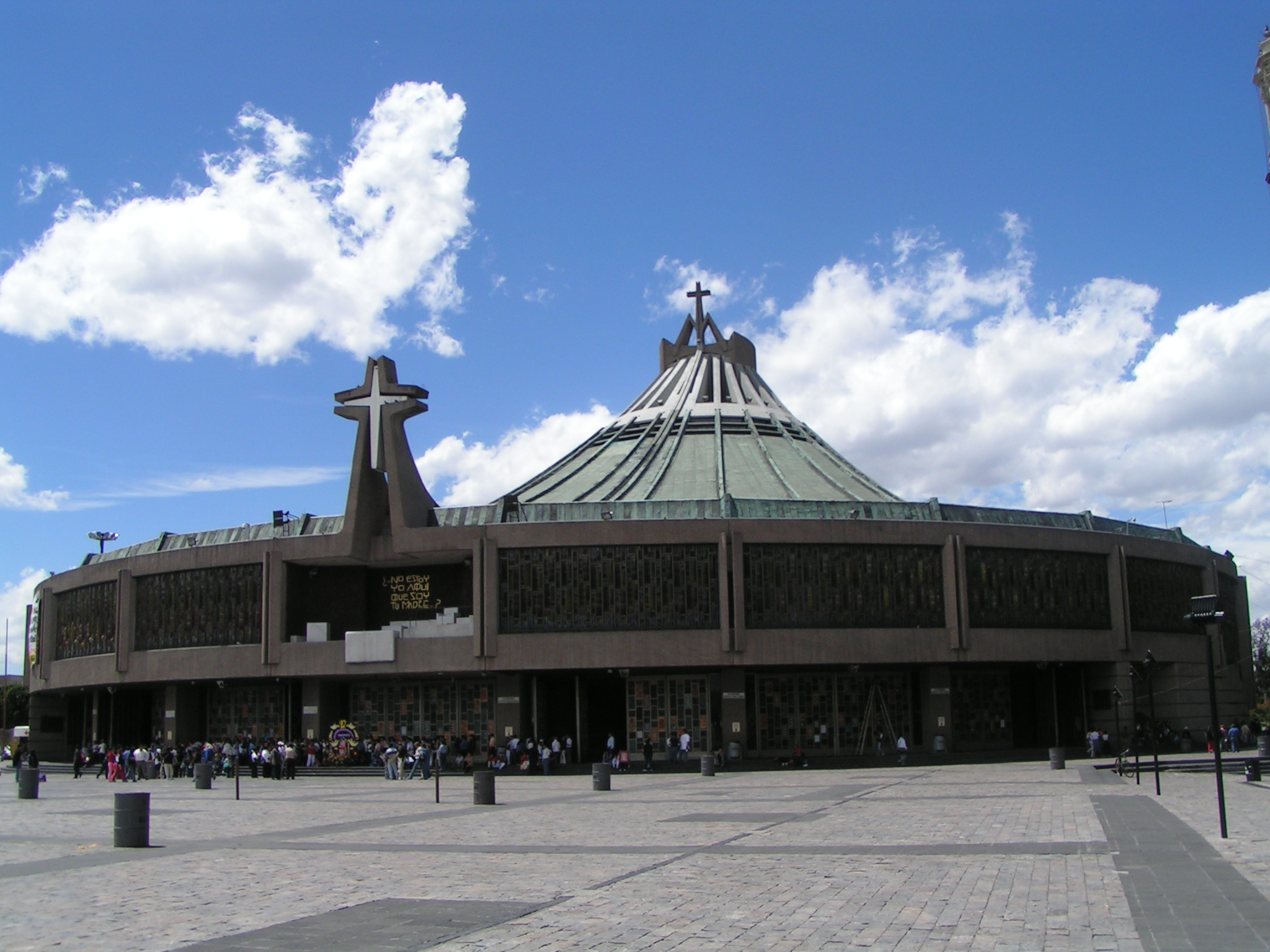
Den nyare av de två kyrkorna

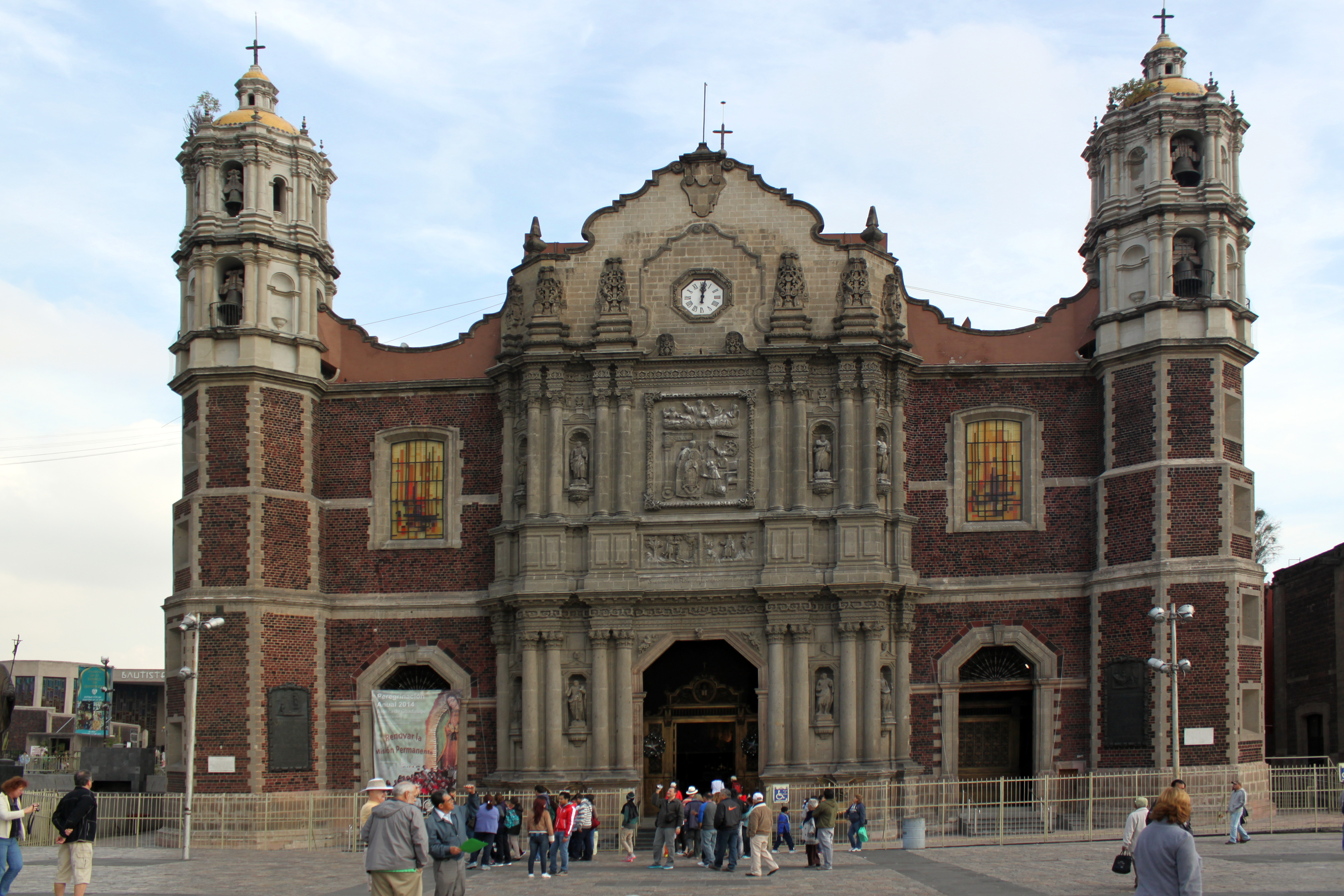
Den äldre av de två kyrkorna

Guadalupebasilikan (La basilica de Guadalupe eller längre Basílica de Nuestra Señora de Guadalupe) ligger i norra delen av Mexico City och kan betraktas som den mest betydande kyrkan i Mexiko. 

## Kult
Kyrkan är tillägnad ikonen Jungfrun av Guadalupe (La Virgen de Guadalupe), en ikon av en uppenbarelse av jungfru Maria. På Tepeyac, en kulle i närheten, skall en fattig indian, Juan Diego (1474-1548), ha fått en uppenbarelse den 12 december 1531. Vid uppenbarelsen sägs bilden av Jungfrun av Guadalupe ha uppstått på hans mantel. Basilikan är ett viktigt pilgrimsmål både för mexikaner och för katoliker från andra länder. Antalet besökare kulminerar på årsdagen av uppenbarelsen, en av Mexikos viktigaste helgdagar.

## Arkitektur
Guadalupebasilikan består dels av en kyrkobyggnad från 1700-talet, dels av en stor, modern byggnad som uppfördes på 1970-talet. 